# 惟宗広言
惟宗 広言（これむね の ひろこと）は、平安時代後期から鎌倉時代初期にかけての貴族・歌人。日向守・惟宗基言の子。官位は従五位下・筑後守。

## 経歴
文章生を経て大宰少監・式部丞を歴任し、久寿2年（1155年）正六位上、永暦元年（1160年）従五位下に叙される。文治2年（1186年）筑後守。
歌人として私撰集に『言葉集』、家集に『惟宗広言集』がある。『千載和歌集』に5首と『玉葉和歌集』に1首が採録されている。また、今様の名人として後白河法皇に親しく仕えた。

## 系譜
- 父：惟宗基言
- 母：不詳
- 妻：藤原遠宗の娘
  - 男子：惟宗忠久（島津忠久） （? - 1227年） - 薩摩島津氏祖。
  - 男子：惟宗忠季（津々見忠季） （? - 1221年） - 若狭島津氏祖。

子に島津氏の祖である惟宗忠久がいる。島津氏に伝わる公式書類ではその祖とされている。妻は比企尼長女（丹後内侍）とされるが、島津氏の史料にしか出てこない話であり疑問もある。実子説と養子説があるが、通字の問題などから実子説については近年疑問視する指摘がある。
広言までの系図 惟宗具範 ― 惟宗広考 ― 惟宗貴重 ― 惟宗考近 ― 惟宗孝言 ― 惟宗基言 ― 惟宗広言 ― 惟宗忠久